# Список глав государств в 474 году
Список глав государств в 473 году — 474 год — Список глав государств в 475 году — Список глав государств по годам

## Африка
- Королевство вандалов и аланов — Гейзерих, король (428 — 477)

## Америка
- Баакульское царство — Ч'а-«Casper», священный владыка (435 — 487)
- Мутульское царство (Тикаль) — Кан-Ак, царь (458 — ок. 485)

## Азия
- Гассаниды — Амр III ибн аль-Ну'ман, царь (453 — 486)
- Дханьявади — Тюрия Банда, царь[англ.] (468 — 474)
- Жужаньский каганат — Юйцзюлюй Юйчэн, каган (464 — 485)
- Иберия — Вахтанг I Горгасал, царь (447 — 502)
- Индия:
  - Вакатака:
    - Притвишена II, махараджа (460 — 480)
    - Девасена, махараджа (450 — 475)

  - Вишнукундина — Мадхав Варма, царь[лит.] (461 — 508)
  - Гупта — Кумарагупта II, махараджа (470 — 475)
  - Западные Ганги — Авинита, махараджа (469 — 529)
  - Кадамба — Мригешаварма, царь (460 — 480)
  - Маитрака — Бхатарка, махараджа[англ.] (ок. 470 — ок. 492)
  - Паллавы (Анандадеша) — Трилочана Скандаварман IV, махараджа (458 — 488)
- Камарупа — Махендраварман, царь (470 — 494)
- Кинда — Амр аль-Мансур, царь (458 — 489)
- Китай (Период Южных и Северных династий):
  - Лю Сун — Хоу Фэй-ди (Лю Юй), император (472 — 477)
  - Северная Вэй:
    - Сяо Вэнь-ди (Юань Хун), император (471 — 499)
    - Тоба Хун, регент (471 — 476)
- Корея (Период Трех государств):
  - Конфедерация Кая — Чильджи, ван (451 — 492)
  - Когурё — Чансухо, тхэван (413 — 490)
  - Пэкче —  Кэро, король (454 — 475)
  - Силла — Чаби, марипкан (458 — 479)
- Лазика (Эгриси) — Дамназ, король (ок. 468 — ок. 522)
- Лахмиды (Хира) — аль-Асвад ибн аль-Мундир, царь (462 — 490)
- Паган — Тюе, король[англ.] (439 — 494)
- Персия (Сасаниды) — Пероз, шахиншах (459 — 484)
- Раджарата (Анурадхапура) — Кашияпа I, король (473 — 495)
- Тарума — Индраварман, царь (455 — 515)
- Тогон — Муюн Шэинь, правитель (452 — 481)
- Химьяр — Шарахбиль Якуф, царь (458 — 485)
- Япония — Юряку, император (456 — 479)

## Европа
- Англия:
  - Бринейх — Дивнуал, король (460 — 510)
  - Думнония — Эрбин ап Константин, король (443 — 480)
  - Кент — Хенгист, король (455 — 488)
  - Пеннины — Артуис ап Мор, король (470 — ок. 500)
  - Регед — Гургуст ап Кенеу, король (450 — ок. 490)
  - Эбрук — Эйнион ап Мор, король (470 — 495)
  - Элмет — Масгвид Глофф, король (460 — 495)
- Арморика — Будик I, король (464 — 501)
- Бургундское королевство:
  - Хильперик I, король (Лугдун) (473 — 480)
  - Гундобад, король (Лион) (473 — 516)
  - Годомар I, король (Вьенн) (473 — 486)
  - Хильперик II, король (Валанс) (473 — 491)
  - Годегизель, король (Женева) (473 — 501)
- Вестготское королевство — Эйрих, король (466 — 484)
- Восточная Римская (Византийская) империя:
  - Лев I Макелла, император (457 — 474)
  - Лев II, император (474)
  - Зенон, император (474 — 475, 476 — 491)
- Гепиды — Гундерит, король (460 — 490)
- Гунны — Эрнак, царь (469 — 503)
- Западная Римская империя:
  - Глицерий, император (473 — 474)
  - Юлий Непот, император (474 — 480)
- Ирландия — Айлиль Молт, верховный король (458 — 482)
  - Айлех — Моредах мак Эоган, король (ок. 465 — 489)
  - Коннахт — Айлиль Молт, король (ок. 470 — 482)
  - Лейнстер — Кримтанн, король (ок. 470 — 483)
  - Мунстер — Энгус мак Над Фройх, король (454 — 489)
  - Ольстер — Моредах Мондерг, король (465 — ок. 489)
- Остготов королевство — 
  - Теодемир, король (469 — 474)
  - Видимир I, король (469 — 474)
  - Теодорих Великий, король (474 — 526)
- Папский престол — Симплиций, папа римский (468 — 483)
- Салические франки — Хильдерик I, король (458 — 481)
- Свевов королевство (Галисия) — Херменерик, король (469 — ок. 485)
- Тюрингия — Бизин, король (ок. 455 — ок. 507)
- Уэльс:
  - Брихейниог — Брихан из Брекнока, король (ок. 450 — 490)
  - Гвент — Инир ап Дивнуал, король (ок. 457 — ок. 480)
  - Гвинед — Эйнион Пылкий, король (ок. 460 — ок. 500)
  - Гливисинг — Глиуис ап Солор, король (470 — 480)
  - Дивед — Айргол Длиннорукий, король (455 — 495)
  - Поуис — Ридвед ап Кадеирн, король (460 — 480)
- Шотландия:
  - Дал Риада — Лоарн, король (474 — 495)
  - Пикты — Дрест I, король (413 — 480)
  - Стратклайд (Альт Клуит) — Думнагуал Старый, король (ок. 470 — ок. 490)

## Галерея

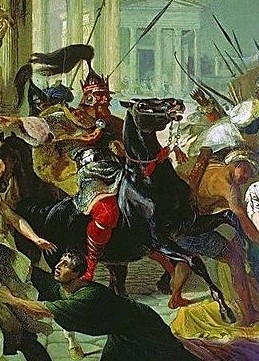
Гейзерих 428—477 Король вандалов
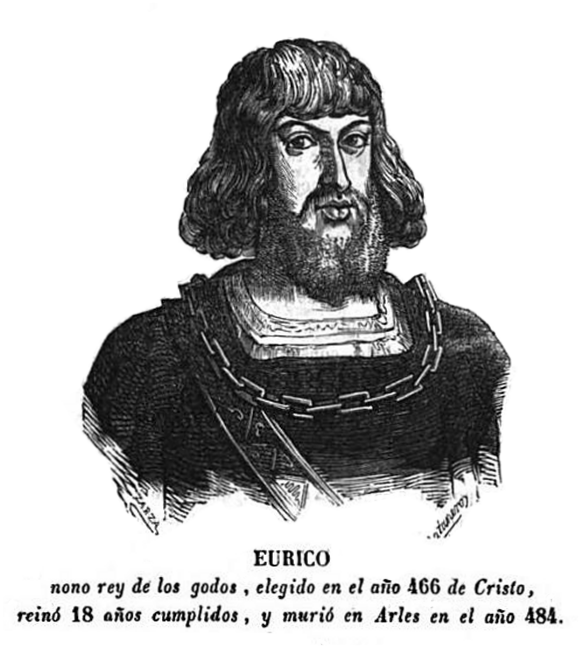
Эйрих 466—484 Король вестготов
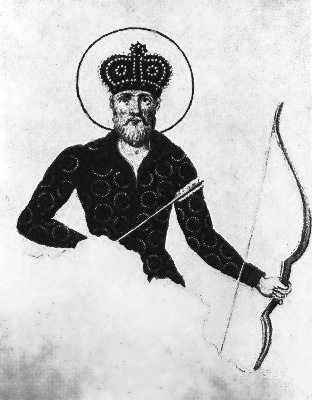
Вахтанг I Горгасал 447—502 Царь Иберии
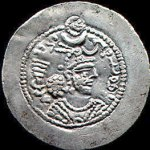
Пероз 459—484 Шахиншах Персии
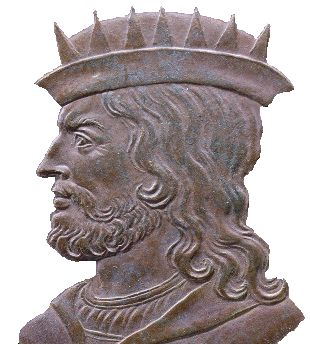
Хильдерик I 458—481 Король салических франков
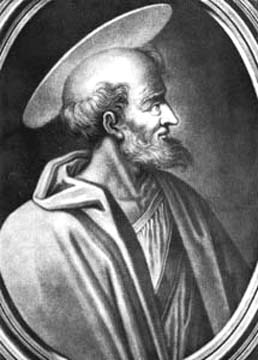
Симплиций 468—483 Папа Римский